# Markus Gyula
Markus Gyula (Besztercebánya, 1825. szeptember 7. – Budapest, 1893. május 30.) esztergomi kanonok és választott püspök.

## Életútja
A gimnáziumot Besztercebányán és mint az Emericanum növendéke Pozsonyban, 1842-től a bölcseletet Nagyszombatban, a teológiát Pesten a központi papnevelőben végezte. 1849. március 21-én fölszenteltetett és Nádasdra küldték segédlelkésznek. 1859-ben a fővárosba helyezték át a józsefvárosi plébániára mint segédlelkészt, ahol 1865-ig működött és szerepet vitt a városi közügyekben is, mire bő alkalma nyílt néki, mert városi bizottsági tag is volt. 1865-ben Scitovszky János hercegprimás szentszéki jegyzőnek hívta meg. 1866. március 3-án érseki titkár lett. 1873-ban esztergomi tiszteletbeli kanonok, 1874. október 3-án valóságos kanonok. 1875 februárjában hercegprímási irodaigazgató, 1878. április 18-án a budapesti központi papnevelő kormányzója, július 1-jén a Szent Keresztről nevezett telki címzetes apát, 1884-ben a pápa főpapja, 1886. szeptember 4-én barsi főesperes, 1890. május 19-én dulcinói címzetes püspök. Az országos katolikus segélyalap központi bizottságának elnöke és a Szent László Társulat alelnöke volt. Szülővárosában árvaházat alapított és erre végrendeletében is nagyobb összeget hagyományozott.

## Művei
Az országos katolikus tanítói segélyalap központi bizottságának évenkinti gyűléseit beszéddel nyitotta meg, melyek különböző tanügyi lapokban és önállóan is megjelentek. Több cikket, útleírást, könyvismertetést sat. írt a lapokba. A Religio 1855. évfolyamában a külföldi szemle rendes rovatvezetője volt. Cikkei a pesti növendékpapság Munkálataiban (1846. fordítás); a Családi Lapokban (1852. A fűzfa szomorúsága, ballada francziából, 1853. A katakombák szelleme); a Religióban (1855. II. Az egyházügy Bajorországban, Mit nyert az állam az egyházi birtok elkobzása által Spanyolországban?)